# Walther Seifert
Walther Seifert (* 9. November 1896; † 20. Februar 1982) war ein deutscher Kryptoanalytiker. Im Forschungsamt (FA) des Reichsluftfahrtministeriums war er als Ministerialrat und Leiter der Hauptabteilung V verantwortlich für die Auswertung der im FA gesammelten Informationen.

## Leben
Zu Beginn des Ersten Weltkriegs kam der damals 17-jährige Walther Seifert als Funker zur Nachrichtentruppe der Kaiserlichen Armee. Nach Kriegsende wurde er von der Reichswehr übernommen.
In der Zwischenkriegszeit, zunächst noch im Rang eines Leutnants, leitete er die Horchsammelstelle der Festungsfunkstelle Königsberg. Im Jahr 1926 trat er als Kryptologe in die Chiffrierabteilung des Reichswehrministeriums (RWM) in Berlin ein. In den folgenden Jahren wurde er dort zum Oberleutnant (1928) und später zum Hauptmann (1932) befördert.
Am 17. Februar 1928 nahm er an einer wichtigen Besprechung im RWM teil. Thema war die Konstruktion der zukünftigen Enigma I (sprich: „Enigma eins“), die für militärische Anwendungen vorgesehen war. Gastgeber war das RWM, das Vertreter der Enigma-Herstellerfirma, der Chiffriermaschinen AG (ChiMaAG), eingeladen hatte. Neben Seifert waren noch zwei weitere Kryptoanalytiker des RWM anwesend: Major Georg Schröder sowie Wilhelm Fenner. Die ChiMaAG war vertreten durch Elsbeth Rinke und Willi Korn. Aus unbekannten Gründen nahm Arthur Scherbius hier nicht teil, der zehn Jahre zuvor (1918) die Enigma erfunden hatte.
Wichtigster Tagesordnungspunkt war die genaue Ausgestaltung des Steckerbretts für die Enigma, das als geheimes Zusatzelement die kryptographische Sicherheit stärken sollte. Nachdem es bereits kurz zuvor eine erste Version davon gegeben hatte, mit der 400 Enigma-Serienexemplare gefertigt worden waren, hatte die Reichswehr jedoch dieses Konzept verworfen. Daraufhin hatte die ChiMaAG eine zweite Version erarbeitet und diese dem RWM in einer Besprechung am 7. Februar 1928 vorgeschlagen. Diese wurde jedoch als zu kompliziert und fehlerträchtig erkannt und deshalb ebenso verworfen. Das RWM selbst erarbeitete eine dritte Variante und präsentierte sie nun der ChiMaAG. Diese Ausgestaltung des Steckerbretts wurde kurz darauf, am 9. August 1928, von der Reichswehr exklusiv für die militärisch genutzten Enigma-Maschinen eingeführt. Am 1. Juni 1930 wurde dieses Modell offiziell unter der militärischen Bezeichnung „Enigma I“ in Dienst gestellt und später von der Wehrmacht so übernommen.
Wenige Monate nach der nationalsozialistischen „Machtergreifung“ wechselte er im August 1933 zum im April gegründeten Forschungsamt und wurde dort zum Hauptabteilungsleiter ernannt. Er war verantwortlich für etwa 400 Mitarbeiter, die die Nachrichtenerfassung und die Auswertung durchführten. Sein langjähriger Weggenosse Georg Schröder leitete die Nachbar-Hauptabteilung IV, in der die Dechiffrierung der Nachrichten geschah. Seifert war in die SS eingetreten (SS‑Nummer 185.415) und wurde am 9. September 1934 zum SS-Obersturmführer befördert (entspricht Oberleutnant). Von nun an, bis hinein in den Zweiten Weltkrieg (1939–1945), arbeitete er als verantwortlicher Auswerter im FA. Er selbst schilderte seinen Tagesablauf wie folgt:

„Ich ging um 8 Uhr hin [und] stellte meine Rohrpost an. Dann kamen die ersten Sachen gleich angeschossen, dann mußte ich die Meldungen durchsehen [und] unterschreiben. Ich hatte vor meinem Schreibtisch ein Förderband, da warf ich die Sachen darauf, dann gingen sie zu der Vervielfältigung, und dann sah ich sie nicht
mehr. Das war meine Tätigkeit, und so ging das ununterbrochen.“

Während der Schlacht um Berlin verließ er am 21. April 1945 die Reichshauptstadt und ging mit seinem Forschungsamtstrupp von etwa 60 Personen nach Schleswig-Holstein. Ähnlich machten es auch viele andere Einheiten, um dem sowjetischen Artilleriefeuer zu entfliehen, das inzwischen Berlin erreicht hatte. In Eutin wurde ein „Forschungsamt Nord“ eröffnet, das seine Ergebnisse an Großadmiral Dönitz lieferte. Nur wenige Tage später, am 2. Mai befahl dieser die Verlegung nach Flensburg-Mürwik. Am 23. Mai 1945 wurde Dönitz mitsamt der provisorischen Reichsregierung im Rahmen der Operation Blackout von britischen Streitkräften verhaftet. Ebenso wurde auch Seifert und seine führenden Beamten von den Briten in Haft genommen.
Walther Seifert lebte nach seiner Freilassung noch viele Jahre in Osnabrück. Im August 1970 gab er dort in seiner Wohnung dem amerikanischen Historiker David Kahn, Autor zahlreicher Schriften über Kryptologie, ein Interview über seine früheren Tätigkeiten im FA. Beispielsweise berichtete er, dass Görings Aufmerksamkeitsspanne sehr begrenzt war. Deshalb kürzte Seifert FA-Berichte die an seinen Chef gingen, ergänzte aber stets einige Witze, die über diesen im Amt kursierten. „Und die waren meist sehr häßlich. Die wollte er immer haben. Er interessierte sich sehr dafür.“
Walther Seifert wurde 85 Jahre alt.